# 五车增十六
五车增十六，即御夫座π（π Aur, π Aurigae）是一颗位于御夫座的恒星，距离地球约840光年。
五车增十六是一颗红色M-型亮巨星，平均视星等为+4.30。它是一颗不规则变星，视星等在+4.24至+4.34之间变化。